# スナッチ (テレビ制作会社)
株式会社スナッチは、東京都新宿区に本社を置く制作プロダクションである。

## 概要
2009年（平成21年）3月、当時ケイマックスからフリーランスとなっていたディレクター・近藤創とその他のディレクター2人が中心となって設立された。

## 所属スタッフ
- 近藤創（代表者、ディレクター）
- 児山昌平（ディレクター）

ほか7名

## 主な担当テレビ番組

### 現在
レギュラー番組
- 私の何がイケないの?（TBS）
- 日本語探Qバラエティ クイズ!それマジ!?ニッポン（フジテレビ）
- マンデーフットボールR（フジテレビ）
- バナナ塾（東海テレビ）
- 恋愛総選挙（フジテレビ）

### 過去
レギュラー番組
- やりすぎコージー（テレビ東京）
- 美しき青木・ド・ナウ（テレビ朝日）
- ジャパーン47chスーパー!（MBS）
- 嗚呼!花の料理人（YTV）
- うまプロ（フジテレビ）
- 乃木坂って、どこ?（テレビ愛知）
- (株)世界衝撃映像社（フジテレビ）
- 浜ちゃんが!（YTV）
- フットンダ（中京テレビ）
- 大御利（BeeTV）
- LOVE LOVE HOTEL（BeeTV）
- スギちゃんのWILD100（BeeTV）
- 笑いの神に愛された男たち（BeeTV）

特別番組
- しりあい迎賓館（東海テレビ）
- トリハダ（秘）スクープ映像100科ジテン 第1回のみ（テレビ朝日）
- ず★チューン（フジテレビ）
- ネプキッズリーグ（フジテレビ）
- オモバカ8（フジテレビ）
- アリガトウって言ってみた（関西テレビ）
- 映像体験!イッキ見シアター（関西テレビ）
- 第46回爆笑ヒットパレード2013（フジテレビ）
- 志村&所の戦うお正月2013 （テレビ朝日）
- なりたい!知りたい!人気お仕事ランキング（テレビ東京）
- マジか!?（フジテレビ）
- あの時あいつに神が降りた!奇跡の瞬間SP（TBS）
- ダウンタウンのガキの使いやあらへんで!!絶対に笑ってはいけない地球防衛軍24時（日本テレビ）